# Landeskriminalamt Rheinland-Pfalz

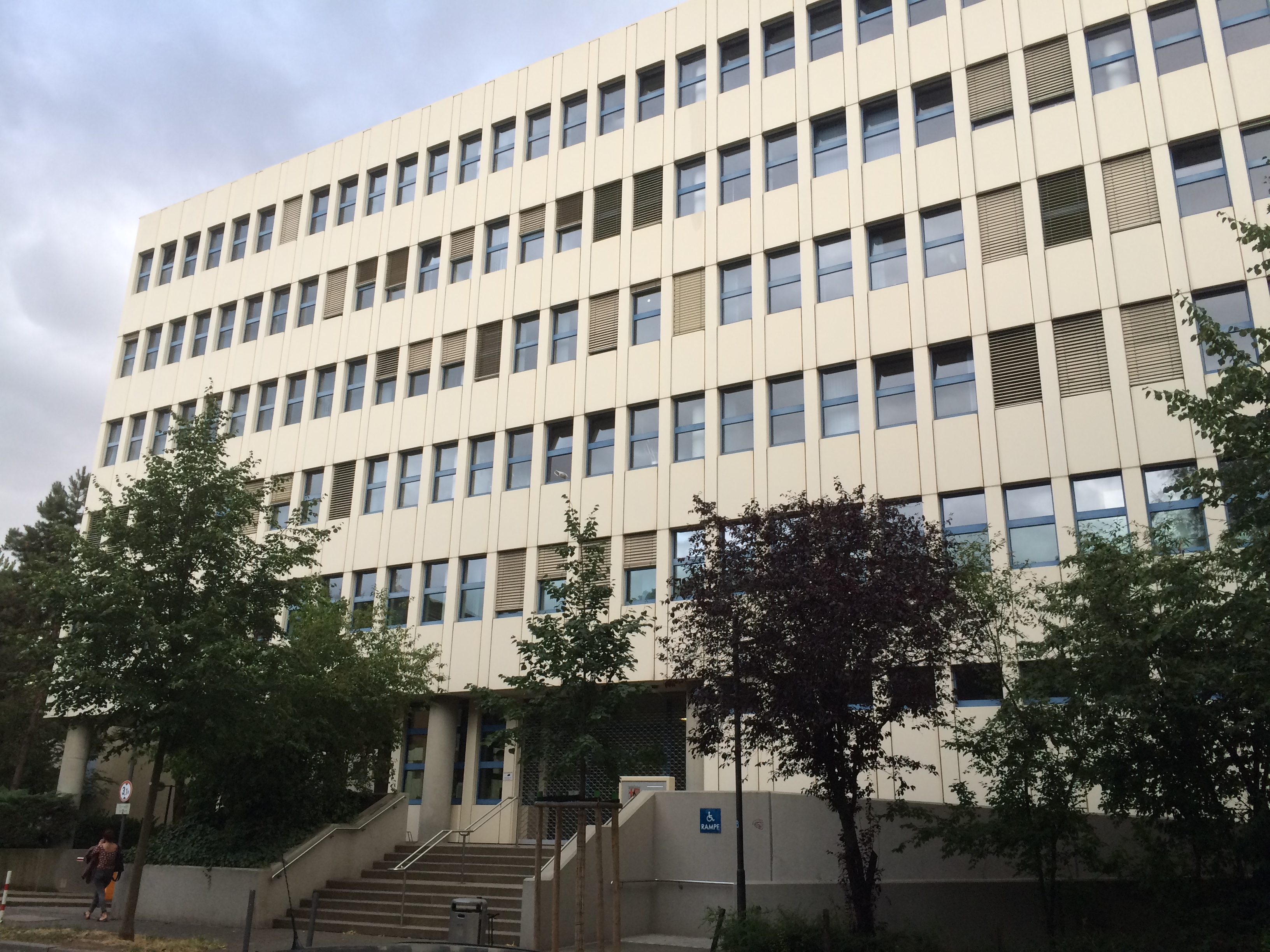
Landeskriminalamt Rheinland-Pfalz

Das Landeskriminalamt Rheinland-Pfalz ist das Landeskriminalamt der Polizei des Landes Rheinland-Pfalz mit ca. 700 Mitarbeitern und Hauptsitz in Mainz.

## Geschichte
Die französischen Militärregierung verfügte am 14. Mai 1947 die Verstaatlichung und den Aufbau der Polizeiorganisation des Landes. Im Zuge dieser Verordnung erfolgte die Einrichtung eines Landeskriminalpolizeiamtes (LKPA).
Bis 1982 war das LKA in Koblenz angesiedelt, erst danach ist es in die Landeshauptstadt Mainz übergesiedelt. Der bezogene Gebäudekomplex am Valenciaplatz in der Mainzer Neustadt wurde zusammen mit dem Neubau des Polizeipräsidiums Mainz und der heutigen Zentralstelle für Polizeitechnik konzipiert.
Von 1990 bis 2009 war Hans-Heinrich Preußinger Präsident des LKA.
Sein Nachfolger war von 2009 bis 2015 Wolfgang Hertinger.
Ihm folgte 2015 Johannes Kunz bis 2023.
Mit Wirkung zum 15. April 2023 übernahm der Leitende Kriminaldirektor (LKD) Mario Germano die Leitung der Behörde. Germano arbeitet vorher beim Bundeskriminalamt.

## Aufgaben und Organisation
Das LKA hat sechs Abteilungen und eine fachübergreifende Stabsstelle.
- Abteilung 1: Zentralabteilung
- Abteilung 2: Einsatz- und Ermittlungsunterstützung
- Abteilung 3: Kriminaltechnisches Institut
- Abteilung 4: Auswertung und Ermittlungen
- Abteilung 5: Politisch motivierte Kriminalität
- Abteilung 6: Phänomenübergreifende Analyse
- Leitungsstab

Das LKA ist dem Rheinland-pfälzischen Ministerium des Innern und für Sport unmittelbar nachgeordnet.